# 올도완 문화
올도완 문화(Oldowan culture)는 딱딱한 망치로 때려 제작된 찍개를 특징으로 하는 석기 문화이다. 250만년 전에 시작해 아프리카나 아시아의 각지에서 2만년 전까지 계속된다. 사람속, 이르게는 오스트랄로피테쿠스 시기부터도 제작되었을 가능성이 있다. 올도완이라는 이름은 최초의 올도완 석기가 1930년대에 발견된 탄자니아 올두바이 협곡에서 유래하였다. 올도완 도구는 때로는 "자갈 도구"라고 불렸다.
가장 오래된 올도완 도구는 약 260만년에서 258만년 전의 것으로 에티오피아 아파르주의 고나 강변에서 발견되었다. 주로 고대의 하상에서 화산석을 골라 석기를 제작했는데, 자연히 만들어진 돌덩이와 구분하기 어려운 경우도 많다. 약 250만 년 전의 어느 시점에서 고생인류는 돌들을 특별한 방법으로 부딪히면 죽은 얼룩말이나 가젤의 가죽을 찢을 만큼 얇고 날카로운 돌 조작을 만들 수 있다는 사실을 깨달았다.
비전문가의 눈으로 보면 고나 강변의 원시 돌도끼는 이 지역의 다른 돌멩이와 별로 다를 게 없는 듯하다. 하지만 고고학자들은 돌과 돌을 부딪혀 만든 돌 조각의 경우 부딪친 지점의 바로 옆에 "충돌구"(bulb of percussion)라고 부르는 독특하게 부푼 흔적을 식별할 수 있다. 전문가들은 이것을 기준으로 자연적 충돌이나 물의 작용으로 그냥 부서져 생긴 돌멩이와 인공의 석기를 구분한다. 올도완 도구의 전통은 고고학 기록에 알려진 최초의 제작품을 상징한다.

## 같이 보기
- 구석기 시대